# Enrico Tamberlick

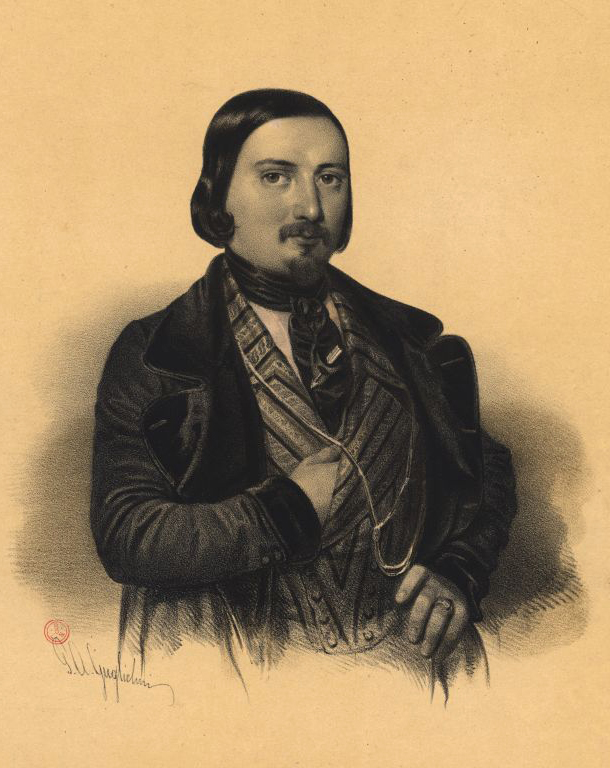
Portrait par Pedro Augusto Guglielmi

Enrico Tamberlick, né à Rome le 16 mars 1820 et mort à Paris le 13 mars 1889, est un ténor d'opéra italien.

## Biographie
Se destinant tout d'abord à devenir avocat, Enrico Tamberlick s'oriente finalement vers une carrière lyrique et débute en 1841 à Naples au Teatro Fondo. Il devient rapidement un ténor reconnu. 
Il poursuit avec succès une carrière à travers l'Europe (débuts à Covent-Garden en 1850) et l'Amérique (Buenos-Aires en 1857). Il excelle dans un répertoire très large, avec des opéras de Bellini, Rossini et surtout Verdi.
Invité à Saint-Pétersbourg, où il crée La forza del destino, en 1862, il est nommé chanteur de la cour impériale, et fait l'admiration de Tchekhov, qui aime le chant italien, qu'il juge supérieur, et érige Tamberlick en modèle au même titre qu'Adelina Patti (1843-1919).
Très présent à Paris, où il vient chanter une première fois en 1858 dans l'Otello de Rossini (au Théâtre italien), il y termine sa carrière en 1877 et y meurt le 14 mars 1889. Il est inhumé au cimetière du Père-Lachaise (11e division).
Vocalement, Tamberlick est un héritier de Gilbert Duprez, avec une voix puissante et des aigus émis en voix de poitrine, jusqu'à l'ut dièse.